# Bahía de Cárdenas
Bahía de Cárdenas är en vik i Kuba.   Den ligger i provinsen Matanzas, i den nordvästra delen av landet, 120 km öster om huvudstaden Havanna. Arean är 250 kvadratkilometer.